# Tournoi de tennis de Torquay
Le tournoi de Torquay (Devon, Angleterre) est un tournoi de tennis féminin du circuit Dewar, organisé à la fin des années 1960 et au début des années 1970 dans différentes villes britanniques (Édimbourg, Aberavon, Billingham, Cardiff et Perth en Écosse) et dont la finale se déroulait à Londres.

## Historique

### 1970
Cette troisième édition constitue la troisième manche de la coupe Dewar 1970.
À la fin d'un match, une ramasseuse de balle déclare catégoriquement : « Les jeunes joueurs britanniques sont trop paresseux ; ils ne se portent pas volontaires pour être ramasseurs de balles et apprendre quelque chose. »
La ramasseuse en question s'appelle Ann Haydon-Jones, notamment championne à Wimbledon en 1969, qui continue à remporter des tournois à 32 ans. Elle s'est portée volontaire faute de recrues. « Je voulais faire ma part pour aider, et ainsi montrer à certains de nos prétendus champions ce qu'ils devraient faire pour leur sport », a déclaré la joueuse.
Juste après sa prestation comme ramasseuse, elle remporte la finale du simple dames contre Virginia Wade.

## Palmarès

### Simple
| No | Date       | Nom et lieu du tournoi            | Catégorie | Dotation | Surface         | Vainqueure           | Finaliste      | Score         |         |
| -- | ---------- | --------------------------------- | --------- | -------- | --------------- | -------------------- | -------------- | ------------- | ------- |
| 1  | 04-11-1968 | Dewar Cup Palace Indoors, Torquay | Dewar Cup | NC       | Dur (int.)      | Margaret Smith Court | Virginia Wade  | 12-10, 8-6    | Tableau |
| 2  | 03-11-1969 | Palace Covered Courts, Torquay    | Dewar Cup | NC       | Dur (int.)      | Julie Heldman        | Virginia Wade  | 4-6, 8-6, 6-3 | Tableau |
| 3  | 02-11-1970 | Dewar Cup Tournament, Torquay     | Dewar Cup | NC       | Dur (int.)      | Ann Haydon-Jones     | Virginia Wade  | 6-4, 7-5      | Tableau |
| 4  | 08-11-1971 | Dewar Cup of Torquay, Torquay     | Dewar Cup | NC       | Moquette (int.) | Evonne Goolagong     | Françoise Dürr | 6-1, 6-0      | Tableau |
| 5  | 06-11-1972 | Dewar Cup, Torquay                | Dewar Cup | 7 800 $  | Moquette (int.) | Margaret Smith Court | Virginia Wade  | 2-6, 6-3, 6-1 | Tableau |

### Double
| No | Date       | Nom et lieu du tournoi           | Catégorie | Dotation | Surface         | Vainqueures                        | Finalistes                   | Score         |         |
| -- | ---------- | -------------------------------- | --------- | -------- | --------------- | ---------------------------------- | ---------------------------- | ------------- | ------- |
| 1  | 04-11-1968 | Dewar Cup Palace Indoors Torquay | Dewar Cup | NC       | Dur (int.)      | Margaret Smith Court Pat Walkden   | Mary-Ann Eisel Winnie Shaw   | 6-2, 6-4      | Tableau |
| 2  | 03-11-1969 | Palace Covered Courts Torquay    | Dewar Cup | NC       | Dur (int.)      | Ann Haydon-Jones Virginia Wade     | Mary-Ann Eisel Julie Heldman | 6-2, 4-6, 6-2 | Tableau |
| 3  | 02-11-1970 | Dewar Cup Tournament Torquay     | Dewar Cup | NC       | Dur (int.)      | Ann Haydon-Jones Virginia Wade     | Janice Townsend Sharon Walsh | 6-3, 6-4      | Tableau |
| 4  | 08-11-1971 | Dewar Cup of Torquay Torquay     | Dewar Cup | NC       | Moquette (int.) | Evonne Goolagong Julie Heldman     | Françoise Dürr Virginia Wade | 7-6, 6-4      | Tableau |
| 5  | 06-11-1972 | Dewar Cup Torquay                | Dewar Cup | 7 800 $  | Moquette (int.) | Margaret Smith Court Virginia Wade | Brenda Kirk Sharon Walsh     | 6-4, 6-4      | Tableau |

### Double mixte
| No | Date       | Nom et lieu du tournoi       | Catégorie | Dotation | Surface         | Vainqueures                  | Finalistes                   | Score         |         |
| -- | ---------- | ---------------------------- | --------- | -------- | --------------- | ---------------------------- | ---------------------------- | ------------- | ------- |
| 1  | 02-11-1970 | Dewar Cup Tournament Torquay | Dewar Cup | NC       | Dur (int.)      | Françoise Dürr Paul Hutchins | Sharon Walsh Ilie Năstase    | 6-1, 6-4      | Tableau |
| 2  | 08-11-1971 | Dewar Cup of Torquay Torquay | Dewar Cup | NC       | Moquette (int.) | Betty Stöve Jaime Fillol     | Winnie Shaw Keith Wooldridge | 6-1, 4-6, 6-2 | Tableau |